# Alessandro Siani
Alessandro Siani, nacido Alessandro Esposito (Nápoles, 17 de septiembre de 1975), es un humorista, actor, guionista y director italiano.

## Biografía
Comenzó su carrera artística en el escenario de Tunnel Cabaret ubicado en el centro de Nápoles. Recibe su primer reconocimiento en 1995, cuando gana el Premio Charlot. Entre 1998/1999 participó de la tercera y cuarta temporadas del programa regional TeleGaribaldi. A partir del espectáculo teatral Fiesta se vuelve conocido en toda la región de Campania y el sur de Italia.
En su primera participación cinematográfica le tocó interpretar a Mariano, un romántico treintañero enamorado de una turista brasileña en Nápoles, en Ti lascio perchè ti amo troppo. Su interpretación fue destacada y le valió los siguientes dos papeles en Natale a New York y Natale in crociera, ambas películas del director Neri Parenti. Volvió a ser dirigido por Francesco Ranieri Martinotti, el primer director que lo escogió para la pantalla grande, en 2008 en La seconda volta non si scorda mai. Y finalmente vendrían dos sucesos, Benvenuti al Sud y Benvenuti al Nord de la mano del director Luca Miniero, donde actuó junto a Claudio Bisio. Estas dos últimas películas llegaron a recaudar más de 27 millones de euros cada una, aunque la primera tuvo mejor aceptación entre la crítica especializada.
El 14 de febrero de 2013 se estrenó en Italia el film Il principe abusivo que fue el debut de Siani como director, y que contó además con su presencia también entre los protagonistas de la historia.

## Filmografía

### Cine
- Ti lascio perché ti amo troppo, dirección de Francesco Ranieri Martinotti (2006)
- Natale a New York, dirección de Neri Parenti (2006)
- Natale in crociera, dirección de Neri Parenti (2007)
- La seconda volta non si scorda mai, dirección de Francesco Ranieri Martinotti (2008)
- Bienvenidos al Sur (Benvenuti al Sud), dirección de Luca Miniero (2010)
- La peggior settimana della mia vita, dirección de Alessandro Genovesi (2011)
- Benvenuti al Nord, dirección de Luca Miniero (2012)
- Il principe abusivo, dirección de Alessandro Siani (2013)
- Si accettano miracoli, dirección de Alessandro Siani (2015)
- Mister Felicità, dirección de Alessandro Siani (2017)
- ¿Dónde está el truco? (Il giorno più bello del mondo), dirección de Alessandro Siani (2019)
- Chi ha incastrato Babbo Natale?, dirección de Alessandro Siani (2021)
- Tramite amicizia, dirección de Alessandro Siani (2023)